# Heinrich Buck (Fußballspieler)
Heinrich Buck (Spitzname Heiner; * 3. Mai 1911; † unbekannt) war ein deutscher Fußballspieler.

## Leben
Der Mittelläufer wurde 1928 von der Jugend des VfB Stuttgart in die erste Mannschaft befördert und belegte mit der Mannschaft von Trainer Lajos Kovács den dritten Rang in der Bezirksliga Württemberg. In seinem zweiten Jahr, 1929/30, gewann er mit den „Weiß-Roten“ die Meisterschaft in Württemberg, kam aber in der süddeutschen Endrunde lediglich auf den fünften Platz. In der Runde 1932/33 holten sich die Bewegungsspieler den süddeutschen Pokal und Buck steuerte einen Treffer zum 2:1-Finalerfolg gegen den FC Schweinfurt 05 bei. Er lief in der Bezirksliga Württemberg/Baden 100 Mal für den VfB auf und erzielte dabei 18 Treffer. In der Gauliga Württemberg kam Buck bei 28 Einsätzen für die Stuttgarter zu einem Torerfolg. Im zweiten Jahr des Gauligasystems, 1934/35, holte sich der VfB mit den Stars Otto Bökle und Willi Rutz den Gautitel in Württemberg und setzten sich auch in der Endrunde um die deutsche Fußballmeisterschaft gegen die SpVgg Fürth, den FC Hanau 93 und den SV Jena in der Gruppenphase durch. Durch einen 4:2-Halbfinalerfolg gegen den VfL Benrath zogen die Schwaben in das Endspiel um die deutsche Fußballmeisterschaft 1935 gegen den FC Schalke 04 ein. Gegen die Offensivkraft des „Knappen“-Angriffs mit Ernst Kalwitzki, Rudolf Gellesch, Ernst Poertgen, Ernst Kuzorra und Adolf Urban war dann aber am 23. Juni vor 74.000 Zuschauern im Müngersdorfer Stadion in Köln die VfB-Abwehr unterlegen. Schalke setzte sich mit 6:4 Toren durch und Buck wurde mit dem VfB deutscher Vizemeister.
Er war in allen acht Partien in der Endrunden um die deutsche Meisterschaft 1935 für den VfB aktiv gewesen.